# Dysgonia arcifera
Dysgonia arcifera  là một loài bướm đêm thuộc họ Erebidae. Loài này có ở miền tây Châu Phi.